# P-triviale σ-Algebra
Eine P-triviale σ-Algebra ist in der Stochastik ein spezielles Mengensystem, das sich dadurch auszeichnet, dass jeder Teilmenge des Mengensystems (bzw. jedem Ereignis) die Wahrscheinlichkeit 0 oder 1 zugeordnet wird. Die Ereignisse sind also fast sicher oder fast unmöglich. P-triviale σ-Algebren treten in der Stochastik beispielsweise im Rahmen der 0-1-Gesetze auf. Auch in der Ergodentheorie finden sie Verwendung, beispielsweise bei der Frage, ob ein maßerhaltendes dynamisches System auch ergodisch ist.

## Definition
Gegeben sei ein Wahrscheinlichkeitsraum {\displaystyle (\Omega ,{\mathcal {A}},P)}. Eine σ-Algebra {\displaystyle {\mathcal {O}}\subset {\mathcal {A}}} heißt eine P-triviale σ-Algebra, wenn für alle {\displaystyle O\in {\mathcal {O}}} gilt, dass entweder {\displaystyle P(O)=0} oder {\displaystyle P(O)=1} ist.

## Elementare Beispiele
- Die triviale σ-Algebra {\displaystyle \{\Omega ,\emptyset \}} ist immer auch P-trivial. Dies folgt aus der Definition des Wahrscheinlichkeitsmaßes, da dort immer {\displaystyle P(\Omega )=1} und {\displaystyle P(\emptyset )=0} gefordert wird.
- Sind zwei zueinander singuläre Wahrscheinlichkeitsmaße {\displaystyle P_{1},P_{2}} gegeben, so existiert eine disjunkte Zerlegung der Grundmenge. Es gilt also {\displaystyle \Omega =N_{1}\cup N_{2}} und {\displaystyle N_{1}\cap N_{2}=\emptyset }, so dass {\displaystyle P_{1}(N_{1})=0} und {\displaystyle P_{2}(N_{2})=0}. Dann ist die σ-Algebra {\displaystyle \{\Omega ,\emptyset ,N_{1},N_{2}\}} sowohl {\displaystyle P_{1}}-trivial als auch {\displaystyle P_{2}}-trivial. Aufgrund der elementaren Rechenregeln für Wahrscheinlichkeiten gilt nämlich {\displaystyle P_{1}(N_{2})=1} und {\displaystyle P_{2}(N_{1})=1}, die Wahrscheinlichkeiten der Grundmenge und der leeren Menge sind wieder durch die Definition eines Wahrscheinlichkeitsmaßes gegeben.

## Anwendungsbeispiele
Meist ist der Beweis, dass ein Mengensystem P-trivial ist, nicht leicht zu führen, demnach tragen einige dieser Aussagen Eigennamen. Sie werden zu den 0-1-Gesetzen gezählt, da sie Aussagen darüber treffen, welche Ereignisse mit Wahrscheinlichkeit 0 oder 1 eintreten. Klassische Beispiele sind:
- Das Kolmogorowsche Null-Eins-Gesetz. Es besagt, dass die terminale σ-Algebra einer Folge von unabhängigen σ-Algebren P-trivial ist.
- Das Null-Eins-Gesetz von Hewitt-Savage. Es besagt, dass die austauschbare σ-Algebra einer Folge von unabhängig identisch verteilten Zufallsvariablen P-trivial ist.

## Eigenschaften
Auf einem Wahrscheinlichkeitsraum {\displaystyle (\Omega ,{\mathcal {A}},P)} ist eine P-triviale σ-Algebra {\displaystyle {\mathcal {O}}\subset {\mathcal {A}}} von jedem anderen Mengensystem {\displaystyle {\mathcal {M}}\subset {\mathcal {A}}} unabhängig. Dies lässt sich mittels elementarer Rechenregeln für Wahrscheinlichkeiten herleiten.
Eine wichtige Schlussfolgerung daraus ist: Wenn {\displaystyle {\mathcal {O}}} P-trivial ist, dann gilt für den bedingten Erwartungswert {\displaystyle \operatorname {E} (X|{\mathcal {O}})=\operatorname {E} (X)}, denn {\displaystyle \sigma (X)} und {\displaystyle {\mathcal {O}}} sind voneinander unabhängig. Diese Schlussfolgerung findet beispielsweise Verwendung bei dem individuellen Ergodensatz und dem Lp-Ergodensatz.